# Фланаган, Майк
Майк Фланаган (ивр. מייק פלאנגן‎, Михаил Пелег), (15 мая 1926 года, Фоксфорд, графство Майо, Ирландия — 26 января 2014 года, Торонто, США) — ирландский солдат, который оказывал помощь в формировании израильских вооруженных сил.
Служил в британской армии во время Второй мировой войны и участвовал в освобождении нацистского лагеря Берген-Бельзен.
После войны Фланаган был направлен на территорию Британского мандата в Палестине. Сочувствуя вновь зарождающемуся еврейскому государству, Фланаган (вместе со своим командиром танка, Гарри Макдональдом) украл два британских танка «Кромвель» и передал их израильским войскам в Тель-Авиве 29 июня 1948 года. Они стали основными в израильском бронетанковом корпусе.
Фланаган считается одним из самых известных дезертиров британской армии в Палестине.
Впоследствии Фланаган принял иудаизм, взял себе еврейское имя Михаил Пелег (англ. Michail Peleg, на иврите מיכאל פלג) и женился на Рут Леви, с которой познакомился на службе. Жили в Израиле в кибуце Шаар-ха-Амаким. После ухода из Хаганы и смерти жены он эмигрировал в Канаду.
Центр Визенталя в Соединенных Штатах посмертно наградил его «Медалью Доблести».